# Sigurd Kvile
Sigurd Kvile (Bergen, 26 febbraio 2000) è un calciatore norvegese, difensore del Fredrikstad.

## Carriera
Kvile è cresciuto nelle giovanili del Fyllingsdalen, per poi entrare a far parte di quelle del Brann. In seguito, è passato al Fana, per cui ha esordito in 3. divisjon in data 30 aprile 2018, subentrando ad Ola Sjømæling nella vittoria per 1-2 in casa del Brann 2, squadra riserve del club omonimo.
Ad agosto 2018, Kvile è passato al Sarpsborg 08, compagine che lo ha inizialmente aggregato alle proprie giovanili. Non ha mai effettuato l'esordio in prima squadra, limitandosi ad alcune apparizioni in panchina in Eliteserien tra le stagioni 2019 e 2020.
Il 19 settembre 2020, Kvile è passato all'Åsane, a cui si è legato con un contratto valido fino al 31 dicembre 2022. Il 25 settembre ha esordito in 1. divisjon, sostituendo Sindre Austevoll nella sconfitta per 3-1 subita sul campo del Ranheim.
Il 18 marzo 2021, Kvile si è trasferito al Bodø/Glimt, per cui ha firmato un accordo fino al 31 dicembre 2024. Il 9 maggio successivo è arrivato il debutto in Eliteserien, subentrando a Brede Moe nel successo casalingo per 3-0 sul Tromsø. Il 14 luglio 2021 ha giocato la prima partita nelle competizioni europee per club, quando ha sostituito ancora Moe nella partita persa per 2-0 contro il Legia Varsavia, sfida valida per le qualificazioni alla Champions League 2021-2022. Ha contribuito alla vittoria finale del campionato 2021.
Il 6 maggio 2022 è passato al Kristiansund BK con la formula del prestito, per un mese. Il 30 settembre dello stesso anno, Kvile è tornato al Kristiansund BK con la medesima formula, stavolta sino a fine stagione.
Il 31 marzo 2023 ha fatto ritorno al Sarpsborg 08, ancora in prestito. Il 31 agosto successivo è passato, con la stessa formula, al Fredrikstad. L'8 novembre 2023 è stato acquistato a titolo definitivo dal Fredrikstad, per cui ha firmato un contratto valido fino al 31 dicembre 2026.

## Statistiche

### Presenze e reti nei club
Statistiche aggiornate al 12 marzo 2024.
| Stagione            | Club                | Campionato          | Campionato | Campionato | Coppe nazionali | Coppe nazionali | Coppe nazionali | Coppe continentali | Coppe continentali | Coppe continentali | Supercoppe | Supercoppe | Supercoppe | Totale | Totale |
| Stagione            | Club                | Comp                | Pres       | Reti       | Comp            | Pres            | Reti            | Comp               | Pres               | Reti               | Comp       | Pres       | Reti       | Pres   | Reti   |
| ------------------- | ------------------- | ------------------- | ---------- | ---------- | --------------- | --------------- | --------------- | ------------------ | ------------------ | ------------------ | ---------- | ---------- | ---------- | ------ | ------ |
| gen.-ago. 2018      | Fana                | 3D                  | 2          | 0          | CN              | 0               | 0               | -                  | -                  | -                  | -          | -          | -          | 2      | 0      |
| 2019                | Sarpsborg 08        | ES                  | 0          | 0          | CN              | 0               | 0               | -                  | -                  | -                  | -          | -          | -          | 0      | 0      |
| gen.-set. 2020      | Sarpsborg 08        | ES                  | 0          | 0          | -               | -               | -               | -                  | -                  | -                  | -          | -          | -          | 0      | 0      |
| set.-dic. 2020      | Åsane               | 1D                  | 10+2       | 0          | -               | -               | -               | -                  | -                  | -                  | -          | -          | -          | 12     | 0      |
| 2021                | Bodø/Glimt          | ES                  | 10         | 0          | CN              | 4               | 1               | UCL+UECL           | 1+4                | 0                  | -          | -          | -          | 18     | 1      |
| gen.-mag. 2022      | Bodø/Glimt          | ES                  | 0          | 0          | CN              | 0               | 0               | UCL                | -                  | -                  | -          | -          | -          | 0      | 0      |
| mag. 2022           | Kristiansund BK     | ES                  | 1          | 0          | CN              | 0               | 0               | -                  | -                  | -                  | -          | -          | -          | 0      | 0      |
| giu.-set. 2022      | Bodø/Glimt          | ES                  | 1          | 0          | CN              | 0               | 0               | UCL+UEL            | 0                  | 0                  | -          | -          | -          | 1      | 0      |
| Totale Bodø/Glimt   | Totale Bodø/Glimt   | Totale Bodø/Glimt   | 11         | 0          |                 | 3               | 1               |                    | 5                  | 0                  |            | -          | -          | 19     | 1      |
| set.-dic. 2022      | Kristiansund BK     | ES                  | 3          | 0          | CN              | 1               | 0               | -                  | -                  | -                  | -          | -          | -          | 4      | 0      |
| gen.-lug. 2023      | Sarpsborg 08        | ES                  | 4          | 0          | CN              | 3               | 0               | -                  | -                  | -                  | -          | -          | -          | 7      | 0      |
| Totale Sarpsborg 08 | Totale Sarpsborg 08 | Totale Sarpsborg 08 | 4          | 0          |                 | 3               | 0               |                    | -                  | -                  |            | -          | -          | 7      | 0      |
| ago.-dic. 2023      | Fredrikstad         | 1D                  | 6          | 0          | CN              | -               | -               | -                  | -                  | -                  | -          | -          | -          | 6      | 0      |
| 2024                | Fredrikstad         | ES                  | 0          | 0          | CN              | 0               | 0               | -                  | -                  | -                  | -          | -          | -          | 0      | 0      |
| Totale Fredrikstad  | Totale Fredrikstad  | Totale Fredrikstad  | 6          | 0          |                 | 0               | 0               |                    | -                  | -                  |            | -          | -          | 6      | 0      |
| Totale              | Totale              | Totale              | 37+2       | 0          |                 | 8               | 1               |                    | 5                  | 0                  |            | -          | -          | 52     | 1      |

## Palmarès

### Club

#### Competizioni nazionali
- 1. divisjon: 1

Fredrikstad: 2023
- Coppa di Norvegia: 1

Fredrikstad: 2024